# Філософія життя
Філософія життя — філософський напрямок, який склався в другій половині 19 ст.  у Німеччині та Франції, визначними представниками якого вважаються Фрідріх Ніцше (1844-1900), Вільгельм Дільтей (1833-1911), Георг Зіммель (1858-1918), Анрі Бергсон (1859-1941) та інші. 
На противагу класичному раціоналізму, філософія життя в центр філософської проблематики поставила феномен життя. Поняття життя і стало основним поняттям цього напрямку. Поштовх до пошуку відповідних варіантів розв’язання назрілих філософських проблем, які були окреслені цим напрямком, був даний фундаментальними успіхами біології. Зокрема, дарвінізмом і менделівською генетикою. Але поняття життя ці філософи вживали не в науково-біологічному сенсі. Філософія життя репрезентує життя як сутність людського світу і людського існування. Життя розглядається як феномен людського існування, який недоступний раціональному осмисленню, бо є ірраціональним за сутністю.
Завданням філософії життя було осмислення буття людини «в плині життєвого потоку» методологічними засобами філософії, а не науки. Отже, «філософія життя» — це філософія, що виникла на противагу класичному раціоналізму, в певному розумінні під впливом біології.
Поняття «життя» використовувалось також для побудови нової картини світу.

## Витоки
Витоки філософії життя знаходять у багатьох досократиків, особливо у Емпедокла (V ст. до н. е.)  та стоїків (ІІІ до н. е. – І ст. н. е.). Не менш значні праці німецьких натурфілософів, зокрема Парацельса (1493-1541), Ван-Гельмонта Старошого (XVI ст.), німецьких ідеалістів (особливо Шеллінг), представників романтизму та біологізму. На межі XIX та ХХ століть життя розуміється як абсолютний нескінченний порив світу, який, на відміну від матерії та свідомості, активний та різноманітний у вічному русі. Життя не можна зрозуміти ні почуттями, ні розумом, а тільки інтуїтивно. На цих основних уявленнях і формується філософія життя як напрямок, у рамках якого філософи, спираючись на безпосередні переживання (без опори на теоретичне знання), досліджують питання сенсу, мети, цінностей життя. Зрозуміти життя з нього самого – ось девіз представників філософії життя. Тому геть від інтелекту – пізнаємо життя на основі почуттів та інстинктів. Відмовитись від будь-якого раціоналізму – тільки ірраціоналізм та містика допоможуть адекватному баченню життя «з нього самого». Тому, замість понять та «механіцизму» розмірковування про життя проголошувався перехід до його бачення та творення.

## Волюнтаризм Шопенгауера
Засновником напрямку вважається Артур Шопенгауер, песиміст і мізантроп. За Шопенгауером, суть особи становить незалежна від розуму воля – сліпе хотіння, що є проявом космічної світової волі, основою та змістом усього сущого. Такий підхід отримав назву волюнтаризму. Шопенгауер намагався довести, що всі людські біди мають космічний характер, і тому жодні суспільно-політичні перетворення нічого не змінять.

## Воля до влади Ніцше
Основа життя, за концепцією  Ніцше, — це воля. Життя є проявом волі, але не абстрактної світової волі, як у Шопенгауера, а конкретної, визначеної волі — волі до влади. Людське щастя Ніцше вбачає в почутті сили, влади, вмінні переборювати всі перешкоди. Вчення Ніцше про надлюдину ґрунтується на таких положеннях : 1) цінність життя є єдиною безумовною цінністю і збігається вона з рівнем «волі до влади»;2) існує природна нерівність людей («аристократи» та «сіра маса») 3) сильна людина, природжений аристократ, є абсолютно вільним і не зв'язує себе жодними морально-правовими нормами (Мораль та християнство — мораль рабів).

## Концепція життя як творчого становлення Анрі Бергсона
На початку XX ст. великої популярності набуло вчення французького мислителя Анрі Бергсона, в якому центральне місце займало поняття життя, витлумачене як непереривне творче становлення.
Для Бергсона життя — це метафізичний космічний процес, могутній потік творчого формування: із послабленням напруги життя розпадається, перетворюючись у матерію, тобто бездушну масу. Людина трактується Бергсоном як творча істота, здатність до творчості якої визначається ірраціональною інтуїцією, що як Божий дар дається лише обраним. Так Бергсон приходить до елітарної концепції творчості та культури. Основні роботи Бергсона «Есе про безпосередні дані свідомості» (Essai sur les donnees immediates de la conscience, 1889); «Матерія і пам'ять» (Mattier et memoire, 1896); «Сміх» (Rire, 1900); «Вступ у метафізику» (Introduction a la metaphysique, 1903); «Творча еволюція» (L’Evolution creatrice, 1907); «Два джерела моралі й релігії» (Deux Sources de la morale et de la religion, 1932). 